# Archiwum anarchistyczne
Archiwum anarchistyczne – rodzaj archiwum przechowującego dokumenty i zapisy międzynarodowego ruchu anarchistycznego w prywatnych i instytucjonalnych zbiorach na całym świecie. Dokumentacje bywają udostępniane badaczom bezpośrednio w lokalizacjach lub poprzez strony internetowe.
Anarchizm, antyautorytarna filozofia polityczna samorządnych społeczeństw, rozprzestrzeniała się głównie poprzez publikowaną literaturę propagandową: pamflety, książki i gazety. W rezultacie, amerykańscy i europejscy anarchiści mają zwyczaj zbierania pisemnych prac ruchu, a biblioteki anarchistyczne naturalnie podążyły za tym.

## Niezależne zbiory
Małe, niezależne archiwa stanowią Kate Sharpley Library czy Boston Anarchist Archives Project. Kate Sharpley Library (KSL) jest prowadzona przez niedużą grupę osób i skupia się na hiszpańskich materiałach anarchistycznych, w oparciu o darowizny od tych, którzy osiedlili się w Anglii po hiszpańskiej wojnie domowej. Kolekcja KSL obejmuje również historię konfliktów klasowych. The Alternative Gallery (inaczej A Gallery) w Grecji ma szerszy zakres działalności, której jedną z części jest anarchizm. Natomiast projekt Anarchist Archives Jerry’ego Kaplana (AAP) to liczące ponad 12 000 pozycji archiwum światowego anarchizmu, prowadzone prywatnie w Cambridge w stanie Massachusetts i rozwijane od 1982 do co najmniej końca lat 90. Koncentruje się ono szczególnie na anarchizmie włosko-amerykańskim, opiera się na indywidualnych darowiznach, i jest największym archiwum tego typu północnoamerykańskim końca XX w. Poza zbiorami anarchistycznymi zawiera również pewne pozycje dotyczące sytuacjonizmu i komunizmu rad, a także wymieniło się pozycjami z Kate Sharpley Library, znajdujące się w prywatnych miejscach.
Niezależne archiwa mają zazwyczaj węższy zakres zainteresowań niż ich instytucjonalne odpowiedniki, których pozostałe zbiory są albo niepowiązane, albo stanowią część większych kategorii lewicowych lub pracowniczych. Mniejsze zbiory korzystają również z osobistych powiązań z ruchem, otrzymując ulotki i inne efemeryczne papiery, które mogą umknąć ich instytucjonalnym odpowiednikom.

## Zbiory instytucjonalne
Do najważniejszych zbiorów instytucjonalnych należą Labadie Collection na Uniwersytecie Michigan oraz Międzynarodowy Instytut Historii Społecznej (IISG) w Holandii. Labadie rozpoczęła działalność jako niezależne archiwum, a holenderskie IISG jest głównym repozytorium dokumentów anarchistycznych na świecie. Inne zbiory instytucjonalne nie w pełni poświęcone anarchizmowi stanowią kolekcję Josepha Ishilla w Houghton Library na Uniwersytecie Harvardzkim. Instytucje te zwykle dysponują większymi budżetami na zakup zbiorów niż małe, niezależne zbiory, a także bardziej zaawansowanym sprzętem oraz łatwiej dostępną przestrzenią i personelem. Starsze i rzadsze dokumenty znajdują się najprawdopodobniej w instytucjach, które często organizują przechwycenie osobistych dokumentów działacza i mogą sobie pozwolić na ich konserwację.

## Pozostałe zbiory
Inne większe zbiory anarchistyczne obejmują Das Anarchiv (Bazylea), Anarchistisches Dokumentationszentrum (Wetzlar), Centro Studi Libertari „Giuseppe Pinelli” (Mediolan), Centre d'Etudes et de Documentation Librairie (Lyon), Fundación Salvador Seguí (Madryt), a także Centre International de Recherches sur l'Anarchisme (Lozanna, Marsylia i Fujinomiya).

## W Polsce
Największe niezależne archiwum anarchistyczne w Polsce, wraz z biblioteką, znajduje się na skłocie Rozbrat w Poznaniu. Działa od 1997 i w swoich zbiorach posiada dokumenty, plakaty, książki, pisma itp. z zakresu działalności ruchu anarchistycznego w Polsce i za granicą oraz innych ruchów społecznych.
W Olszytnie funkcjonuje Warmińska Biblioteka Wolnościowa, w której zbiorach znajduje się 4500 wydawnictw (zinów, książek, broszur, informatorów wydanych w Polsce i na świecie).